# Jefferson (Dakota del Sud)
Jefferson és una població dels Estats Units a l'estat de Dakota del Sud. Segons el cens del 2000 tenia 586 habitants.

## Demografia
Segons el cens del 2000, Jefferson tenia 586 habitants, 228 habitatges, i 160 famílies. La densitat de població era de 780,2 habitants per km².
Dels 228 habitatges en un 38,6% hi vivien nens de menys de 18 anys, en un 61,4% hi vivien parelles casades, en un 6,6% dones solteres, i en un 29,8% no eren unitats familiars. En el 25,9% dels habitatges hi vivien persones soles el 10,1% de les quals corresponia a persones de 65 anys o més que vivien soles. El nombre mitjà de persones vivint en cada habitatge era de 2,57 i el nombre mitjà de persones que vivien en cada família era de 3,13.
Per edats la població es repartia de la següent manera: un 29,7% tenia menys de 18 anys, un 6,8% entre 18 i 24, un 30,2% entre 25 i 44, un 22% de 45 a 60 i un 11,3% 65 anys o més.
L'edat mediana era de 33 anys. Per cada 100 dones de 18 o més anys hi havia 99 homes.
La renda mediana per habitatge era de 47.625 $ i la renda mediana per família de 52.813 $. Els homes tenien una renda mediana de 34.750 $ mentre que les dones 23.750 $. La renda per capita de la població era de 18.467 $. Entorn de l'1,3% de les famílies i el 3,7% de la població estaven per davall del llindar de pobresa.

## Poblacions més properes
El següent diagrama mostra les poblacions més properes.